# 斎藤毅 (数学者)
斎藤 毅（さいとう たけし、1961年9月11日 - ）は、日本の数学者。東京大学大学院数理科学研究科教授。専門は数論幾何。

## 経歴
- 1980年 - 筑波大学附属高等学校卒業
- 1984年 - [[東京大学理学部数学科卒業
- 1986年 - 東京大学大学院理学系研究科数学専攻修士課程修了
- 1989年 - 東京大学大学院理学系研究科数学専攻博士修了
  - 博士論文は「Conductor,Discriminant and the Noether Formula of Arithmetic Surfaces―数論曲面の導手判別式とNoether公式」[1]

助手、講師、助教授を経て、1999年より東京大学大学院数理科学研究科教授。

## 研究概要
数論幾何では、整数環や局所体などの整数論的な環や体の上に定義された、スキームなどの幾何的な対象を研究する。代数体や局所体のガロワ表現や、その構成にも使われるエタール層の理論を研究している。

## 受賞・講演歴
- 1998年 - 日本数学会代数学分科会代数学賞：数論幾何におけるガロワ表現の研究
- 2001年 - 日本数学会春季賞：数論幾何におけるガロワ表現の研究
- 2010年 - ICM招待講演（ハイデラバード）[2]

## 主要論文
- The characteristic cycle and the singular support of a constructible sheaf, Inventiones mathematicae, 207(2) (2017), 597-695. [3]
- Ramification theory for varieties over a local field, with Kazuya Kato, Publications Mathematiques, IHES. 117, (2013), 1-178 [3]
- On the conductor formula of Bloch, with Kazuya KATO, Publications Mathematiques, IHES 100, (2004), 5-151.[3]
- Ramification of local fields with imperfect residue fields, with Ahmed ABBES, American Journal of Mathematics, 124.5 (2002), 879-920[3]
- Modular forms and p-adic Hodge theory, Inventiones Math. 129 (1997) 607-620[3]

## 著作

### 単著
- 『Fermat予想』 第1巻、岩波書店〈現代数学の展開 9〔11〕〉、2000年3月28日。ISBN 4-00-010659-7。
- 『Fermat予想』 第2巻、岩波書店〈現代数学の展開 12〔12〕〉、2008年2月8日。ISBN 978-4-00-010662-7。
  - 『フェルマー予想』岩波書店、2009年2月6日。ISBN 978-4-00-730858-1。 - 斎藤(2000)と斎藤(2008)の合本。
- 『線形代数の世界　抽象数学の入り口』東京大学出版会〈大学数学の入門 7〉、2007年10月。ISBN 978-4-13-062957-7。
- 『集合と位相』東京大学出版会〈大学数学の入門 8〉、2009年9月。ISBN 978-4-13-062958-4。
- 『微積分』東京大学出版会、2013年9月。ISBN 978-4-13-062918-8。
- 『数学原論』東京大学出版会、2020年4月。ISBN 978-4-13-063904-0。
- 『抽象数学の手ざわり』岩波書店、2021年7月。ISBN 978-4-00-0297059。

### 共著
- 加藤和也、黒川信重・斎藤毅『数論 1 ―― Fermatの夢 ――』岩波書店〈現代数学の基礎 1〔18〕〉、1996年10月7日。ISBN 4-00-010631-7。オリジナルの2014年3月3日時点におけるアーカイブ。
- 加藤和也、黒川信重・斎藤毅『数論 2 ―― 類体論とは ――』岩波書店〈現代数学の基礎 13〔19〕〉、1998年2月26日。ISBN 4-00-010643-0。
  - 加藤和也『数論 I ―― Fermatの夢と類体論 ――』黒川信重・斎藤毅、岩波書店、2005年1月7日。ISBN 4-00-005527-5。 - 加藤＆黒川＆斎藤(1996)と加藤＆黒川＆斎藤(1998)の合冊、改訂版。
- 加藤和也、栗原将人・斎藤毅『数論 3 ―― 岩澤理論と保型形式 ――』岩波書店〈現代数学の基礎 16〔20〕〉、1998年9月10日。ISBN 4-00-010631-7。
  - 黒川信重『数論 II ―― 岩澤理論と保型形式 ――』栗原将人・斎藤毅、岩波書店、2005年2月8日。ISBN 4-00-005528-3。 - 黒川＆栗原＆斎藤(1998)の単行本。
- 斎藤毅 著「夢にまでみる数学」、小川, 卓克、斎藤, 毅、中島, 啓 編『日本の現代数学　新しい展開をめざして』数学書房、2010年6月。ISBN 978-4-903342-17-7。

## 人物
- 遠山啓の『数学入門』を読んで、数学に惹きつけられた。
- 矢野顕子のファン。